# René Rotta
Pour les articles homonymes, voir Rotta.
René Rotta, né le 27 octobre 1928 à Nice et mort le 20 juillet 2007 à Saint-Laurent-du-Var (Alpes-Maritimes) est un coureur cycliste français, professionnel de 1952 à 1954.

## Palmarès
- 1950
  - 3e du Nice-Puget-Théniers-Nice
- 1951
  - 2e du Circuit des six provinces
- 1952
  - 2e du Bourg-Genève-Bourg
  - 2e du Grand Prix de Nice
- 1953
  - 5e étape du Circuit des six provinces

## Résultats sur les grands tours

### Tour de France
2 participations
- 1952 : 67e
- 1953 : 63e